# 일본국 헌법 제22조
일본국 헌법 제22조(일본어: 日本国憲法第22条)은 일본국 헌법 제3장 "국민의 권리와 의무"의 조문 중 하나이다. 거주 이전의 자유, 직업 선택의 자유, 외국으로의 이주, 국적 이탈의 자유에 대해 규정하고 있다.

## 조문
일본국 헌법 제22조
① 누구든지 공공의 복지에 반하지 아니하는 한 주거, 이전 및 직업 선택의 자유를 가진다.
② 누구든지 외국으로 이주하거나 국적을 이탈할 자유를 침해받지 아니한다.

## 해설
특정한 직업을 유지할 자유를 "직업의 자유"라고 한다. 일본국 헌법에는 이를 보장하는 직접적인 규정은 없지만, 직업 선택의 자유를 보장한다면 곧 그 직업을 유지할 자유도 인정해야 하는 것이 마땅하므로 "직업의 자유"는 본조에 의해 보장된다고 보는 것이 통설이다.